# Seif El-Deraa
Seif El-Deraa (arabisch سيف الدرع, DMG Saif ad-Dirʿ, * 19. September 1998 in Kairo) ist ein ägyptischer Handballspieler. Der 1,87 m große mittlere Rückraumspieler spielt seit 2022 für den französischen Erstligisten Limoges Handball und steht zudem im Aufgebot der ägyptischen Nationalmannschaft. Sein älterer Bruder Yehia El-Deraa ist ebenfalls Nationalspieler.

## Karriere

### Verein
Bereits im Alter von sechs Jahren begann Seif El-Deraa mit dem Handballsport. Ab 2017 stand der Rechtshänder im Kader der Männermannschaft des Heliopolis SC in der ersten ägyptischen Liga. Zur Saison 2021/22 wechselte der Spielmacher zum amtierenden Meister Zamalek SC. Seit dem Sommer 2022 steht er beim französischen Erstligisten Limoges Handball unter Vertrag. Zur Saison 2025/26 wird er zum spanischen Erstligisten FC Barcelona wechseln.

### Nationalmannschaft

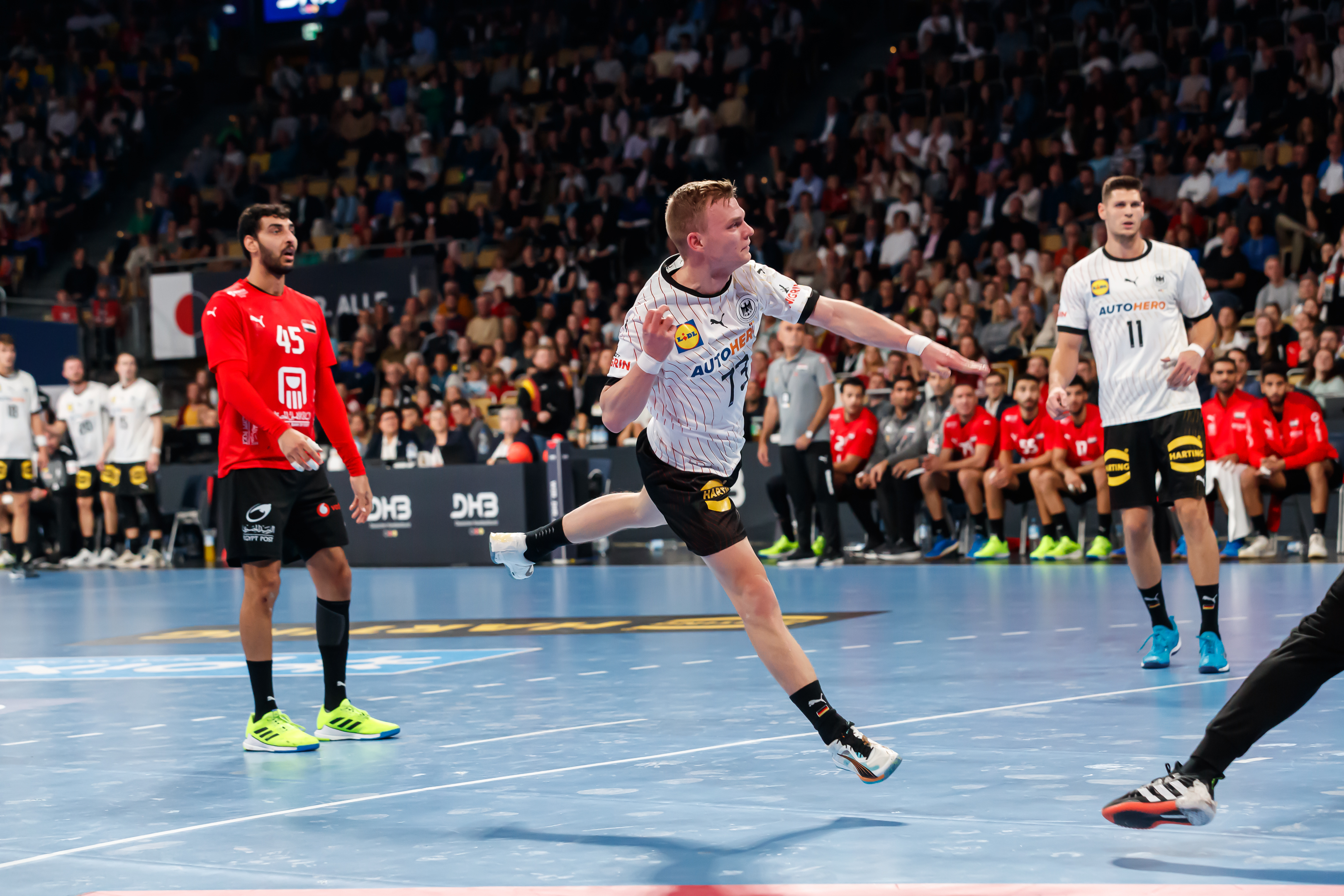
Seif El-Deraa (links) am 5. November 2023 im Spiel Ägypten gegen Deutschland

Seif El-Deraa gewann mit der ägyptischen Juniorennationalmannschaft die Bronzemedaille bei der U-21-Weltmeisterschaft 2019. Im selben Jahr erreichte er mit der ägyptischen A-Nationalmannschaft das Finale bei den Afrikaspielen. Ein Jahr später wurde er mit Ägypten Afrikameister. Er stand zudem gemeinsam mit seinem Bruder im Aufgebot für die Heimweltmeisterschaft 2021 und die Olympischen Spiele in Tokio. Bei den Mittelmeerspielen 2022 errang er mit Ägypten die Silbermedaille. Bei der Afrikameisterschaft 2022 gewann er mit dem Team die Goldmedaille. Bei der Weltmeisterschaft 2025 warf er 23 Tore in sieben Spielen und belegte mit dem Team den 5. Platz.
Bisher bestritt El-Deraa 71 Länderspiele, in denen er 134 Tore erzielte.

### Erfolge
- mit dem Zamalek SC
  - 1 × afrikanischer Supercup: 2021
  - 1 × Ägyptischer Meister: 2022

- mit der Nationalmannschaft
  - Olympische Spiele: 4. Platz 2020
  - Weltmeisterschaft: 7. Platz 2021
  - Afrikameisterschaft: Gold 2020 und 2022
  - Afrikaspiele: Silber 2019
  - Mittelmeerspiele: Silber 2022
  - U-21-Weltmeisterschaft: Bronze 2019